# Barshi
Barshi ist eine Stadt im Bundesstaat Maharashtra im Westen Indiens. Sie ist Teil des Distrikts Solapur. Barshi wird als Municipal Council verwaltet. Von Barshi aus sind es nach Mumbai 373 Kilometer. Der Municipal Council Barshi wurde 1865 gegründet.

## Demografie
Die Einwohnerzahl der Stadt liegt laut der Volkszählung von 2011 bei 118.722. Barshi hat ein Geschlechterverhältnis von 953 Frauen pro 1000 Männer und damit einen für Indien üblichen Männerüberschuss. Die Alphabetisierungsrate lag bei 85,6 % im Jahr 2011. Knapp 80,5 % der Bevölkerung sind Hindus, ca. 16,2 % sind Muslime, ca. 2,0 % sind Jainas,  ca. 0,8 % sind Buddhisten, 0,4 % sind Christen und ca. 0,2 % gehören anderen oder keiner Religionen an. 11,3 % der Bevölkerung sind Kinder unter sechs Jahren.